# Georg von Schlitz

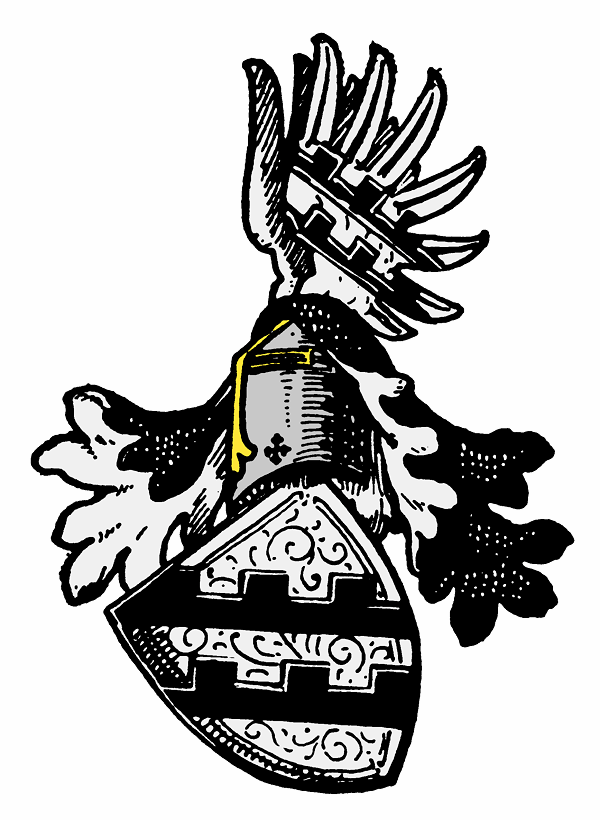
Wappen derer von Schlitz gen. von Görtz

Georg Graf von Schlitz genannt von Görtz (* 20. November 1724 in Hersfeld; † 29. Januar 1797) war Erbmarschall im Hochstift Fulda sowie kaiserlicher Kämmerer und Gesandter.

## Leben

### Herkunft und Familie
Georg Graf von Schlitz genannt von Görtz entstammte dem fuldischen Adelsgeschlecht von Schlitz, das erstmals 1126 urkundlich nachgewiesen wird und edelfreien Vasallen der Reichsabtei Fulda entsprang. In der ersten Hälfte des 14. Jahrhunderts setzten sich in den verschiedenen Linien abweichende Beinamen wie Schlitz genannt Görtz durch, bei denen der Beiname in der Folgezeit zum Hauptname wurde.
Er war ein Sohn des Erbmarschalls Johann von Schlitz (1683–1747) und dessen Ehefrau Dorothea von Schlitz genannt von Görtz (1696–1773).
Er wuchs mit seinen Schwestern Sophie Dorothea (1719–1764, Äbtissin), Anna Christina Helena (1732–1760, ⚭ Sigismund von Oppel) und Wilhelmine Dorothea (1723–1806, ⚭ Friedrich Karl Freiherr von Woellwarth) sowie seinen Brüdern Carl Friedrich Adam (1733–1797, Generalmajor) und Johann Eustach (1737–1821) auf.
Er war in erster Ehe mit Johanna Elisabeth geborene Freiin von Lintelo (1716–1753) verheiratet und hatte mit ihr den Sohn Carl Heinrich (1752–1826).
Nach Johannas Tod heiratete er Christine Henriette Elisabeth Gräfin zu Stolberg-Wernigerode (1726–1785).

### Werdegang und Wirken
Er besuchte das Gymnasium Casimirianum Coburg und immatrikulierte sich 1740 an der Universität Straßburg.
1747 wurde er aufgeschworen und Nachfolger seines Vaters. Da für die Ausübung der Reichsgrafschaft ein Alter von 25 Jahren Voraussetzung war, musste der Reichshofrat seine Zustimmung erteilen, was am 6. Oktober 1747 geschah. Als Erbmarschall war er der höchste Verwaltungsbeamte am Hof des Fürstabts im Hochstift Fulda. Als regierender Graf in der Grafschaft Schlitz war er selten vor Ort; die Regierungsgeschäfte führte ein Amtmann in einer finanziell schwierigen Zeit. Mit einem Generalvergleich vor dem Reichskammergericht gelang ihm 1754 zunächst die Klärung von Streitigkeiten mit der Stadt, doch die Kosten dieses Verfahrens führten schließlich zu einer Überschuldung der Grafschaft mit der Folge, dass die Einnahmen der Grafschaft Schlitz vom Reichskammergericht unter Zwangsverwaltung gestellt wurden.
Beim Fränkischen Reichskreis war er als kaiserlicher Gesandter eingesetzt und war auch dessen Kämmerer.